# 레위니옹의 국가

아가씨는 사랑받는 꽃(P'tite fleur aimée)은 레위니옹을 상징하는 비공식 국가로, Georges Fourcade가 작사했으며, Jules Fossy가 작곡했다.
공식적인 행사에서는 프랑스의 국가가 사용된다.

## 가사
Vi souviens mon Nénène adorée
Le p'tit bouquet, vou la donne à moin
Na longtemps que li l'est fané,
Vi souviens, com' ça l'est loin.
P'tit' fleur fanée
P'tit' fleur aimée
Di à moin toujours
Kouk cek l'amour ?
Mi marché dans la forêt,
Y faisait bon, y faisait frais,
Dan' z'herbes n'avait la rosée,
Dan le ciel zoiseaux y chantait.
P'tit' fleur fanée...
Depuis ça, le temps la passé,
Y reste plus qu'un doux souvenir,
Quand mi pense, mon coeur l'est brisé,
Tout ici ba, com' ça y doit finir.
P'tit' fleur fanée...

### 한국어 해석
(1절)
그대는 기억하나요
제가 그대에게 준 작은 꽃다발을.
그 꽃은 이제 시들었지만.
오래 전 이야기인데, 생각이 나네요
(반복)

(후렴)
시들어버린 작은 꽃
사랑받았던 작은 꽃
영원히 내게 물어주세요
도대체 사랑이란 뭘까요?

(2절)
그리고 나는 숲속을 걸었죠
하늘은 파랗고, 날씨는 맑았죠
풀잎엔 이슬이 맺혔고
나무 사이로 새들이 노래했어요
(반복 후 후렴)
(3절)
그 후로 시간이 흘렀네요
이젠 달콤한 추억만 남았군요
그때를 생각하면 내 가슴이 찢어져요
지금은 모든게 그렇게 끝나나봐요

(반복 후 후렴)